# Explorer 10
Explorer 10 – amerykański satelita naukowy. Umieszczony na silnie wydłużonej orbicie, zbierał dane o polu magnetycznym i plazmie w sąsiedztwie Ziemi i Księżyca. Z powodu ograniczonej żywotności baterii zasilających, użyteczne dane napływały ze statku jedynie przez pierwsze 52 godziny misji. Ostatnie bity użytecznych danych napłynęły, gdy statek znajdował się w odległości 42,3 promienia Ziemi – było to o godzinie 22 czasu lokalnego. Kilka godzin później łączność ze statkiem całkowicie ustała.

## Nieudane próby

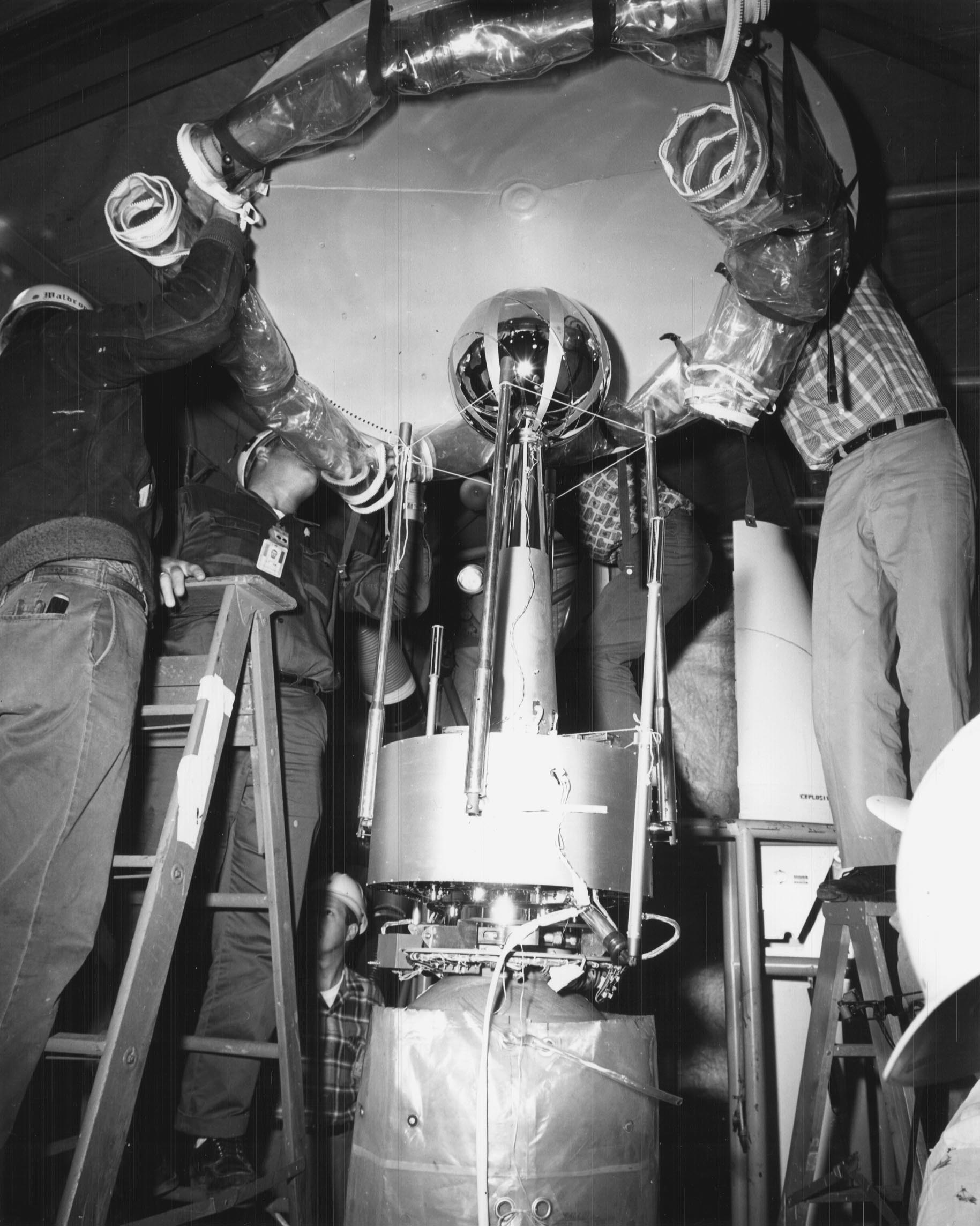
Explorer 10 na szczycie rakiety Thor Delta, bez czepca balistycznego. Pracownicy nakładają na ładunek plastikowe okrycie ochronne (23 marca 1961)

Satelity typu P-14 próbowano wystrzelić trzy razy. Jedynym sukcesem był drugi start, czyli misja Explorera 10. Pierwsza, z 25 lutego 1961, rakietą Juno II, z Cape Canaveral Space Force Station, zakończyła się niepowodzeniem z powodu niewłączenia się 3. członu rakiety. Zniszczony statek oznaczono jako S-45, a nieudaną próbę satelizacji, jako 1961 - F01.
Trzecia próba odbyła się 24 maja 1961 z przylądka Canaveral, ponownie rakietą Juno II. Próba ta również zakończyła się niepowodzeniem. Tym razem zawiódł drugi człon rakiety. Statek oznaczono symbolem S-45A, a w indeksie COSPAR, jako 1961-F04.

## Budowa i działanie
Statek był stabilizowany obrotowo, z okresem obrotu 0,548 sekundy (około 109,5 obr./min). Łączność odbywała się z pomocą nadajnika na częstotliwości 108 MHz, o mocy 6 W. Korzystał on z czterech anten prętowych o całkowitej rozpiętości 2,16 m.

### Ładunek

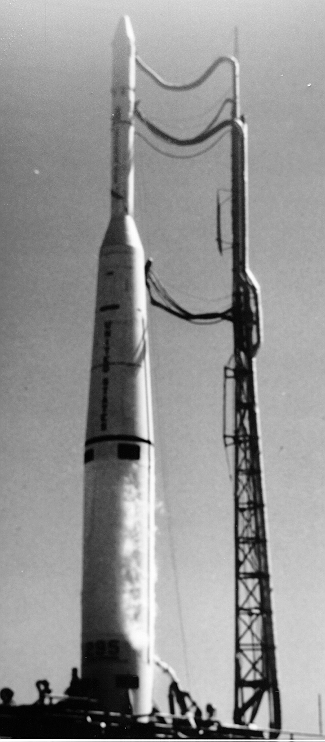
Start rakiety nośnej Thor Delta z satelitą Explorer 10

- podwójny magnetometr na oparach rubidowych i dwa jednoosiowe magnetometry transduktorowe (fluxgate)

Zaprojektowane do pomiaru wszystkich trzech składowych pola magnetycznego na trajektorii lotu przebiegającej przez ziemskie pole magnetyczne i przestrzeń międzyplanetarną, 1,8 do 42,6 promienia Ziemi. Magnetometry transduktorowe zamontowane były pod kątem 57° 45' do osi obrotu, na końcu wysięgnika o długości 79 cm. Dzięki temu zakłócenia magnetyczne statku były mniejsze od 1 nT. Dane były wysyłane do stacji naziemnych w sesjach po 126 sekund, dla magnetometru rubidowego, i po 3 sekundy dla każdego z magnetometrów transduktorowych, w sekwencji z innymi instrumentami naukowymi. Przez pierwsze 52 godziny nadsyłane dane były bardzo dobre. Niestety, w odległości około 18 promieni Ziemi, w wyniku nieszczelności sfery z oparami rubidu i temperatury ok. 60 °C (po 2 godzinach ogrzewania statku przez Słońce), instrument przestał działać w sposób ciągły. Przerywane działanie przez następne 6 godzin umożliwiło jedynie skalibrowanie magnetometrów transduktorowych
- Faradaya próbnik plazmy

Zaprojektowany do pomiaru gęstości plazmy słonecznej i zgrubnego określenia kierunku i szybkości jej przepływu. Protony były rejestrowane w przedziałach energii: 0-5, 0-20, 0-80, 0-250, 0-800, i 0-2300 eV. Przyrząd zamontowano tak, aby oś symetrii próbnika plazmy była prostopadła do osi obrotu statku. Detektor miał najwyższą czułość dla cząstek padających pod kątem zera stopni do osi symetrii. Czułość spadała do zera dla kątów padania powyżej 63°. Efektywna powierzchnia zbierania dla uderzeń prostopadłych wynosiła 28 cm². Przyrząd posiadał dwa wyjścia: stałonapięciowe (DC) ze składową związaną z efektem fotoelektrycznym i przepływem plazmy, oraz zmiennonapięciowe (AC) związane tylko z przepływem plazmy. Podczas 148-sekundowych sesji telemetrii, 5 sekund było przeznaczone na próbnik plazmy. Pełna sekwencja informacji z przyrządu zajmowała 8 takich sesji, co trwało 19 minut i 44 sekundy. Przyrząd nie był kalibrowany w czasie lotu
- Czujnik położenia Słońca, Ziemi i Księżyca

Składał się z dwóch detektorów. Pierwszy wykrywał pojawienie się Ziemi lub Księżyca w polu widzenia optycznego czujnika (3° x 120°). Drugi czujnik wykrywał pojawienie się Słońca w drugim detektorze optycznym (2° x 100°)